# Violet Teague
Violet Helen Evangeline Teague (21 de fevereiro de 1872 - 30 de setembro de 1951) foi uma artista australiana, conhecida por seu trabalho com pintura e gravura.